# Such A Funky Thang!
『Such A Funky Thang!』（サッチ ア ファンキー サング）は、久保田利伸の3枚目のアルバム。1988年9月30日に CBS/SONY RECORDSから発売された。1990年7月15日にCDが再発売。

## 概要
『GROOVIN'』から1年半ぶりに発売。LPは2枚組仕様で、本作2枚組仕様のLP盤は、1曲目～10曲目（各面に5曲ずつ）と、11曲目／12曲目・13曲目の3曲の、12インチ・シングルで構成されている。
当時アメリカで流行していたニュージャックスウィングを取り入れている。「Dance If You Want It」／「Love Reborn」のプロモーション盤が存在する。
「Dance If You Want It」「Indigo Waltz」「High Roller」の3曲は、同時期にタイアップが付いた関連で、1988年11月26日・1989年1月21日・同年3月21日、それぞれミニ・アルバムとしてリカットされている。

## 収録曲
作詞・全作曲：久保田利伸（特記以外）
1. Dance If You Want It　4分57秒
  - 作詞：久保田利伸・川村真澄
2. High Roller　4分49秒
  - 作詞：川村真澄
3. Love Reborn　4分55秒
4. Yo Bro!　5分23秒
5. Merry Merry Miracle　4分26秒
6. Such A Funky Thang! ～隕石が落ちた日～　5分02秒
  - 作詞：久保田利伸・川村真澄
7. gone gone gone　5分12秒
  - 作詞：川村真澄
8. すべての山に登れ　5分04秒
  - 作詞：川村真澄
9. Boxer　4分40秒
  - 作詞：川村真澄
10. Indigo Waltz　5分31秒
11. Drunkard Terry　6分35秒
  - 作詞：久保田利伸・川村真澄
12. 覚えていた夢　4分50秒
  - 作詞：川村真澄
13. Such A Funky Thang! ～Reprise～　0分37秒
  - 作詞：久保田利伸・川村真澄